# 薄叶水锦树
薄叶水锦树（学名：Wendlandia bouvardioides）为茜草科水锦树属下的一个种。

## 扩展阅读
- 維基物種上的相關：薄叶水锦树